# Klaipėdaer Musikfrühling
Der Klaipėdaer Musikfrühling (lit. Klaipėdos muzikinis pavasaris) ist das älteste Musikfestival in Litauen. Es wird seit 1976 in der Hafenstadt Klaipėda, der drittgrößten litauischen Stadt, organisiert. Der Initiator war damaliger Direktor der Nationalphilharmonie Litauens und Komponist Rimvydas Žigaitis. Bis 2003 wurde das Festival von der Abteilung  Klaipėda der Nationalphilharmonie und danach vom Musikzentrum Klaipėda organisiert. Jetzt veranstaltet es die Konzertanstalt „Konzertsaal Klaipėda“ (Klaipėdos koncertų salė) und Kulturzentrum „Žvejų rūmai“.
Die Teilnehmer waren Helen Jahren, Pianist Alexander Paley (USA), Oleksandr Kozarenko, Taras Malyk, Kaspar Zehnder, Armin Schibler,  Litauisches Nationales Symphonieorchester, Litauisches Staatliches Symphonieorchester, Sinfonieorchester Kleinlitauens, Lomza Chamber Philharmonic.